# Clinis
Clinis (en grec antic Κλεῖνις) va ser, segons la mitologia grega, un babiloni pietós i ric estimat per Apol·lo i Àrtemis.
Estava casat amb Harpe, que li havia donat tres fills, Lici, Ortigi i Harpas, i una filla Artemica. Acompanyava amb freqüència Apol·lo al país dels hiperborisi allà va veure com s'oferien ases a aquest déu en sacrifici. Retornat a Babilònia, volgué oferir sacrificis al déu tal com ho feien els hiperboris i organitzà una hecatombe d'ases vora l'altar. Però Apol·lo li ho va prohibir sota pena de mort i li va dir que es limités a les víctimes ordinàries, ovelles, bous i cabres. Clinis va apartar els ases i va explicar ala seus fills allò que el déu li havia dit. Però dos dels seus fills, Lici i Harpas, no van obeir i es van presentar a l'altar amb uns ases. Apol·lo va fer embogir els animals, que van començar a devorar els nois i els seus servents, i també Clinis i la resta de la família, que havien acudit en sentir el soroll. Ells, veient-se perduts, van invocar els déus. Posidó se'n va compadir i transformà Harpe i Harpas en aus rapinyaires, potser en falcons. Leto i Àrtemis van transformar Clinis, Artemica i Ortigi, que no havien comès actes impius. Clinis va convertir-se en àliga, Ortigi en corb i Artemica en phiphinx, un ocell estimat dels déus i dels humans (potser un pinsà o una alosa). Lici va ser convertit per Apol·lo en mallerenga.